# Anita Gamauf
Anita Gamauf (* 23. Jänner 1962 in Wiesfleck, Burgenland; † 22. August 2018 in Wien) war eine österreichische Ornithologin am Naturhistorischen Museum Wien (NHMW). Ihr Forschungsschwerpunkt waren die Greifvögel.

## Leben und Forschen
Gamauf war die Tochter von Franz und Herta Gamauf und älteste von 3 Geschwistern. Sie besuchte die Volksschule im Heimatdorf und danach die Hauptschule in Pinkafeld. Nach der Matura am Gymnasium in Oberschützen, Burgenland begann sie im Jahr 1980 ein Studium der Zoologie, Humanbiologie und Botanik an der Universität Wien.
1988 legte sie am Konrad-Lorenz-Institut für Vergleichende Verhaltensforschung, Österreichische Akademie der Wissenschaften, Wien ihre Dissertation mit dem Titel Hierarchische Ordnung in der Nest- und Jagdlebensraumauswahl von drei sympatrischen Raubvogelarten (Pernis apivorus, Accipiter gentilis, Buteo buteo) vor, mit der sie im Februar 1989 an der Universität Wien zum Doktor der Philosophie in Zoologie promoviert wurde. Von Januar bis Juni 1989 absolvierte sie eine akademische Ausbildung beim Volksbildungswerk für das Burgenland in Eisenstadt. Von Juli 1989 bis Anfang 1992 arbeitete sie als freiberufliche Biologin. Von Februar 1992 bis November 1993 war sie wissenschaftliche Mitarbeiterin am Institut für Wildbiologie und Wildwirtschaft, Universität für Landwirtschaft, Wien. Von Dezember 1993 bis Dezember 1995 war sie wissenschaftliche Mitarbeiterin und Postdoc am Konrad-Lorenz-Institut für Vergleichende Verhaltensforschung, wo sie an mehreren FWF-Projekten mitwirkte, darunter Ökomorphologie und Erhaltung einer tropischen Raptorgemeinschaft (Philippinen). Im Dezember 1995 wurde sie Mitarbeiterin am Naturhistorischen Museum Wien an den Abteilungen für Wirbeltierzoologie und Ornithologie. Zwischen 2009 und 2011 übernahm sie interimistisch die Leitung der Säugetierabteilung. Im Januar 2010 habilitierte sie an der Universität Wien zur Privatdozentin, wo sie die Masterstudiengänge in den Fachbereichen Evolutionsbiologie, Ornithologie und Mammalogie betreute. Ab Oktober 2011 hatte sie die kuratorische Leitung der Vogelabteilung des Naturhistorischen Museums Wien inne.
Gamaufs Projekte umfassten phylogenetische, ökologische, morphologische und verhaltensbiologische Fragestellungen. Ihre Fachartikel erschienen in internationalen Zeitschriften, darunter The Auk, Ibis, European Journal of Wildlife Biology, Journal of Ornithology, Bird Conservation International, Journal of Raptor Research, Acrocephalus, Ornithologischer Anzeiger, Forktail, Bulletin of the British Ornithologists’ Club, Zoologische Meddelingen, Buteo, Egretta und Die Vogelwelt. 1998 beschrieb sie mit ihrer Kollegin Monika Preleuthner den Mindanaohaubenadler (Nisaetus pinskeri), der nach dem Populationsgenetiker Wilhelm Pinsker benannt wurde. 2016 wirkte sie an einer genetischen Studie des britischen Ornithologen Guy M. Kirwan mit, in der dargelegt wurde, dass es sich beim Kapuzenpfäffchen (Sporophila melanops) nicht um ein gültiges Taxon, sondern wahrscheinlich um eine Hybride handelt.
Ab Frühjahr 2009 besenderte sie bedrohte Greifvögel – erstmals in Österreich – im Zuge des Projekts BORN TO BE WILD – Auf der Spur von Sakerfalke und Wespenbussard um ihre geografische Bewegung mittels Satellitentelemetrie zu dokumentieren, sowohl die Ausbreitung der Jungvögel als auch die saisonale Wanderung. Während der Sakerfalke Europa kaum verlässt, wandert der Wespenbussard zum Überwintern nach Westafrika. Kurz bevor der Jungvogel das Nest verlässt, holt ihn ein Baumkletterer auf den Boden und werden seine Augen mit einer Falkenhaube abgedeckt. Ein 22 g leichter Sender wird dem jungen Vogel an den Schultern umgebunden und liefert dank Sonnenzellen jahrelang GPS-Daten über einen Satelliten an einen französischen Betreiber.
Gamauf unternahm ornithologische Reisen nach Venezuela, Sibirien, Togo, Benin und auf die Philippinen, wo ihr 1993 im Nordosten von Luzon die Wiederentdeckung des Isabellpirols (Oriolus isabellae) gelang, einer Vogelart, von der es seit 1961 keine Nachweise mehr gegeben hatte. Ihre letzte weite Reise führte sie – schon stark von Krankheit beeinträchtigt – 2017 nach Indien in mehrere Nationalparks, womit sie sich einen Jugendtraum erfüllte.
Sie war Mitglied zahlreicher nationaler und internationaler Organisationen wie der American sowie British Ornithologists’ Union, bei der Deutschen Ornithologen-Gesellschaft, im European Tropical Forest Research Network, im Standing Committee des Internationalen Ornithologen-Kongresses, bei BirdLife Österreich und dem Naturschutzbund.
Anita Gamauf starb im August 2018 nach jahrelanger schwerwiegender Erkrankung.